# Wiesław Fuglewicz
Wiesław Fuglewicz (ur. 12 maja 1934 w Załoźcach, zm. 18 grudnia 1982 we Wrocławiu) – polski pisarz, dziennikarz i rysownik.

## Życiorys
Studia rozpoczął na warszawskiej ASP, ale po pół roku zmienił uczelnię na Wyższą Szkołę Ekonomiczną we Wrocławiu.
Debiutował jako karykaturzysta w 1955 r. we wrocławskim „Słowie Polskim”. Publikował m.in. w „Szpilkach”, „Karuzeli”, „Kaktusie”, „Kocyndrze”, „Skrzydlatej Polsce”, „Tygodniku Morskim”. Jego karykatury obyczajowe i żarty rysunkowe łączyły dowcip z ironią. Bohaterowie rysunków, z charakterystycznymi wydatnymi nosami, są wzorowani na jego własnej autokarykaturze. Był laureatem wielu nagród m.in. Grande Diploma d'Onore w Tolentino na wystawie rysunku satyrycznego w 1967 r. czy srebrnego medalu w konkursie rysunkowego żartu sportowego w Ankonie w 1977 r. Pośrednim efektem nagród było wydanie albumów jego grafik w Niemczech i w Danii. Jego prace prezentowane były na wystawach w Muzeum Karykatury: Rysownicy „Polityki” 1957–1997 (1989), Panorama Karykatury Polskiej 1945–1998 (1997), Sma[cz]ki i zapachy PRL – karykatura polska 1944–1989 (1998), Wielka Wojna | Gołąbek pokoju (2008). Ponad trzydzieści lat po śmierci, prace Fuglewicza były wciąż obecne na wystawach w Polsce i za granicą. Również Muzeum Lotnictwa w Krakowie upamiętniło go wystawą w 2013 roku. Lotnictwo było jego pasją, wykonywał również realistyczne modele statków powietrznych.
Był również ilustratorem, głównie książek o tematyce lotniczej i sportowej, jak na przykład wspomnień konstruktora motoszybowca Altostratus Józefa Borzęckiego Na własnych skrzydłach. Pisał też artykuły i książki poświęcone tematyce lotniczej. Należał do Stowarzyszenia Dziennikarzy Polskich. Wydał w popularnej w latach 60.–80. XX w. „serii z tygrysem” dziesięć tomików na temat polskiego udziału, głównie lotnictwa, podczas II wojny światowej.

## Wybrana bibliografia
- Wiesław Fuglewicz, Za mundurem żarty sznurem, Warszawa: Wydawnictwo MON, 1970, OCLC 7242053. Brak numerów stron w książce
- Wiesław Fuglewicz, Siedem złotych gwiazd, Warszawa: Wydawnictwo MON, 1973, OCLC 839035431. Brak numerów stron w książce
- Wiesław Fuglewicz, Skrzydła niosą odwet, Warszawa: Wydawnictwo MON, 1974, OCLC 830378811. Brak numerów stron w książce
- Wiesław Fuglewicz, Skrzydlate tarcze, Wydawnictwo MON, 1975, OCLC 831106503. Brak numerów stron w książce
- Balázs-Piri Balázs i inni, Cartoons aus sozialistischen Ländern : Ungarn, Jugoslawien, Polen, Stuttgart: Fachhochschule für Druck, 1976, OCLC 1078734417 (niem.). Brak numerów stron w książce
- Wiesław Fuglewicz, Gwiazdy nad Bałtykiem, Warszawa: Wydawnictwo MON, 1978, OCLC 1091329219. Brak numerów stron w książce
- Wiesław Fuglewicz, Bolesław Jagielski, Tarcza i miecz, Warszawa: Wydawnictwo MON, 1979, ISBN 83-11-06324-9, OCLC 7328549. Brak numerów stron w książce
- Wiesław Fuglewicz, Rakietowym w czołgi, Warszawa: Wydawnictwo MON, 1979, ISBN 83-11-06337-0, OCLC 14164804. Brak numerów stron w książce
- Wiesław Fuglewicz, Skrzydlata tarcza stolicy, Warszawa: Wydawnictwo MON, 1980, ISBN 83-11-06548-9, OCLC 830202619. Brak numerów stron w książce
- Wiesław Fuglewicz, Kurs bojowy „Praha”, Warszawa: Wydawnictwo MON, 1982, ISBN 83-11-06799-6, OCLC 835943625. Brak numerów stron w książce
- Willy Breinholst, Wiesław Fuglewicz, Die Kunst, jung zu bleiben oder, Das Leben beginnt mit Vierzig, Bergisch Gladbach: Lübbe, 1983, OCLC 222494127 (niem.). Brak numerów stron w książce
- Wiesław Fuglewicz, Minuta nad twierdzą, Warszawa: Wydawnictwo MON, 1985, ISBN 83-11-07226-4, OCLC 835913727. Brak numerów stron w książce
- Wiesław Fuglewicz, Słownik wyrazów obcych w obrazkach, Warszawa: Iskry, 1987, ISBN 83-207-0890-7, OCLC 18350955. Brak numerów stron w książce
- Wiesław Fuglewicz, Zagłada czwartej floty, Warszawa: Wydawnictwo MON, 1989, ISBN 83-11-06685-X, OCLC 802101244. Brak numerów stron w książce
- Willy Breinholst, Wiesław Fuglewicz, Hallo, Sportsfreunde! höchst Vergnügliches über die beliebteste Freizeitbeschäftigung von Millionen in aller Welt, Bergisch Gladbach: Lübbe, 1989, ISBN 3-404-75508-1, OCLC 1071738915 (niem.). Brak numerów stron w książce
- Willy Breinholst, Wiesław Fuglewicz, Vi unge på fyrre, Kopenhagen: Lindhardt og Ringhof, 2017, ISBN 978-87-11-74405-5, OCLC 1188299692 (duń.). Brak numerów stron w książce